# Logradouro
Logradouro là một đô thị thuộc bang Paraíba, Brasil. Đô thị này có diện tích 37,966 km², dân số năm 2007 là 3529 người, mật độ 92,9 người/km².